# Baidu, Guangdong
Baidu (kinesiska: 白渡) är en köping i sydöstra Kina. Den ligger i stadsdistriktet Meixian i staden Meizhou i provinsen Guangdong, omkring 330 kilometer nordost om provinshuvudstaden Guangzhou. Antalet invånare är 20 030. Befolkningen består av 10 064 kvinnor och 9 966 män. Barn under 15 år utgör 14,0 %, vuxna 15-64 år 70 %, och äldre över 65 år 14,0 %.